# Cydistomyia improcerus
Cydistomyia improcerus är en tvåvingeart som beskrevs av M. Josephine Mackerras och Spratt 2008. Cydistomyia improcerus ingår i släktet Cydistomyia och familjen bromsar. Inga underarter finns listade i Catalogue of Life.